# رنگ و رخ
رنگ و رخ (به انگلیسی: The Colour and the Shape) نام دومین آلبوم استودیویی گروه راک آمریکایی فو فایترز است. گیل نورتون تهیه‌کنندگی این آلبوم را بر عهده داشته است و کاپیتال رکوردز و روزول رکوردز (متعلق به خود گروه) این آلبوم را در تاریخ ۲۰ می ۱۹۹۷ منتشر کرده‌اند. این آلبوم، اویلین آلبوم فو فایترز محسوب می‌شود که به صورت گروهی تهیه شده است. آلبوم قبلی گروه به نام فو فایترز تماماً به صورت نسخه آزمایشی توسط خواننده اصلی گروه، دیو گرول و دوستش بارت جونز تهیه شده بود.